# Adolfo León Atehortúa
Adolfo León Atehortúa (Colombia, siglo XX) es un historiador y académico colombiano. 

## Biografía
Es licenciado en Historia egresado de la Universidad del Valle, con maestría en Historia de la Universidad Nacional de Colombia y doctorado en Sociología de Ecole des Hautes Etudes en Sciences Sociales de París.
Ha sido profesor titular, decano de la Facultad de Humanidades, jefe del Departamento de Ciencias Sociales, director del Centro de Investigaciones y rector de la Universidad Pedagógica Nacional entre 2014 y 2018, ha dirigido el Instituto Pedagógico Nacional, además fue encargado como rector encargado nuevamente en 2023.
Ha sido columnista del periódico El Espectador, y de Razón Pública.

## Obras
- El poder y la sangre: las historias de Trujillo (Valle) (1995).[6]
- Con Martha Rocío Padilla Piraquive. Crisis del cooperativismo financiero en Colombia, 1996-1998 (2005).[7]
- Con Andrea Manrique Camacho. Andrea Manrique Camacho. (2005).[8]
- Las banderas del presidente Uribe: estado comunitario, seguridad democrática, revolución educativa. (2007).[9]
- 1810 Ni revolución ni nación (2010)[10]
- Germán Colmenares: Una nueva historia (2013).[11]
- Militares (2014).[12]
- Adiós a las armas (2017).[13]
- Escritos de coyuntura (2018).[14]
- El movimiento estudiantil en los sesenta : cronología de una huelga. (2020).[15]
- La independencia jamás contada (2022).[16]
- Historia del Ejército de Colombia (2024).[17]